# Lidzbark (gromada)
Lidzbark – dawna gromada, czyli najmniejsza jednostka podziału terytorialnego Polskiej Rzeczypospolitej Ludowej w latach 1954–1972.
Gromady, z gromadzkimi radami narodowymi (GRN) jako organami władzy najniższego stopnia na wsi, funkcjonowały od reformy reorganizującej administrację wiejską przeprowadzonej jesienią 1954 do momentu ich zniesienia z dniem 1 stycznia 1973, tym samym wypierając organizację gminną w latach 1954–1972.
Gromadę Lidzbark z siedzibą GRN w mieście Lidzbarku (nie wchodzącym w jej skład) utworzono – jako jedną z 8759 gromad na obszarze Polski – w powiecie działdowskim w woj. olsztyńskim na mocy uchwały nr 12 WRN w Olsztynie z dnia 4 października 1954. W skład jednostki weszły obszary dotychczasowych gromad Jamielnik, Klonowo i Bełk oraz miejscowości Cibórz, Podcibórz i Bladowo z dotychczasowej gromady Cibórz ze zniesionej gminy Lidzbark w tymże powiecie. Dla gromady ustalono 12 członków gromadzkiej rady narodowej.
1 stycznia 1958 do gromady Lidzbark włączono obszar zniesionej gromady Bryńsk w tymże powiecie.
1 stycznia 1960 do gromady Lidzbark włączono obszar zniesionej gromady Słup, wsie Jeleń i Koty ze zniesionej gromady Jeleń, a także wsie Miłostajki i Nowydwór oraz leśniczówkę Nowydwór ze zniesionej gromady Wielki Łęck – w tymże powiecie.
1 stycznia 1972 do gromady Lidzbark włączono tereny o powierzchni 1.106 ha z miasta Lidzbark w tymże powiecie; z gromady Lidzbark wyłączono natomiast części obszarów wsi Wlewsk (122 ha) i Jamielnik (6 ha), włączając je do Lidzbarka.
Gromada przetrwała do końca 1972 roku, czyli do kolejnej reformy gminnej. 1 stycznia 1973 w powiecie działdowskim reaktywowano gminę Lidzbark.